# 雲香酒樓
23°07′18″N 113°17′11″E / 23.1216041°N 113.2863835°E
雲香酒樓是一間位於廣東省廣州市城東的老牌酒樓，又名雲香樓，創始於清光緒三十年（1904），由吉祥堂鄭雲卓牽頭，8人參股投資，5000兩銀為開業資本。初名雲香茶樓，開業時為磚木結構瓦面二層樓，主營茶市和糕餅，以製作龍鳳禮餅、中秋月餅而著名，時有西有蓮香，東有雲香之美譽。民國18年（1929）前鑒街（今東華東路）開馬路，雲香茶樓重新拆建為三層樓房，呈嶺南建築風格。
1956年被公私合營，同年將鄰近的聚英、喜寶茶樓員工拼入雲香茶樓。1958年投資480萬元，對茶樓進行全面裝修改造，更新設備，擴建了四樓和三樓（三樓食街），並更名為雲香酒樓。
雲香樓與西關的榮華樓一樣，曾是粵劇曲藝戲迷的聚腳處，每天下午曲藝團會在雲香樓准點開鑼。出品有雲香顯貴雞、片皮鵝與冰花蛋散（曾為廣州名菜美點獲獎美食），深受顧客贊許，還有招牌菜梅子燒鵝。
1994年雲香酒樓進入廣州市飲食服務企業十強之列。1998年，酒樓實行股份合作制經營。未結業前的雲香酒樓，原是廣州千禧年後尚存的最老四家茶樓之一（另三：榮華樓、陶陶居、蓮香樓）。2011年廣州市公佈的第三批老字號名單中有雲香酒樓。
2015年3月，雲香酒樓相信由於股權分配等問題，對外宣布結業。